# Wellington do Curso
Carlos Wellington de Castro Bezerra, conhecido como Wellington do Curso (Teresina, 27 de setembro de 1970) é um professor, empresário e político brasileiro filiado ao Partido Novo (NOVO). 
Antes de entrar na política, serviu como sargento do Exército Brasileiro durante 15 anos. Em 1995, montou um curso preparatório para o concurso público do Exército, e que posteriormente se tornou o Curso Wellington, um dos maiores do estado.

## Política
Ingressou na política em 2010, quando foi candidato a deputado federal pelo PSL, recebendo 23.632 votos, não tendo sido eleito.
Em 2012, tentou ser candidato a vereador de São Luís, mas sua candidatura não foi aceita na convenção partidária. Embora tenha contestado a decisão partidária na Justiça Eleitoral e disputado o cargo, sua candidatura foi indeferida.
Foi eleito deputado estadual em 2014 pelo Partido Popular Socialista (PPS) ,com um total de 22.896 votos.
Após rápidas passagens pelo PPS e pelo Partido da Mulher Brasileira (PMB), Wellington se filiou ao Partido Progressista (PP) em 2016, tornando-se o seu presidente municipal.
Nas eleições de 2016, candidatou-se a prefeito de São Luís, tendo Roberto Rocha Júnior como candidato a vice-prefeito. Durante a campanha, fez duras críticas à gestão do prefeito Edivaldo Holanda Júnior. Ao final da apuração, obteve 103.951 votos no primeiro turno (19,80%), perdendo o segundo lugar para o candidato do Partido da Mobilização Nacional (PMN), Eduardo Braide, o qual apoiou no segundo turno. 
Em 2020, tentou ser candidato a prefeito novamente, mas seu partido, o PSDB, decidiu apoiar a candidatura de Eduardo Braide, que foi vitorioso no pleito.
Foi reeleito deputado estadual em 2018 pelo PSDB, e em 2022 pelo PSC.